# Amenthes Cavi
Gli Amenthes Cavi sono una formazione geologica della superficie di Marte.